# Naílson Simões
Naílson Simões (Quipapá, ) é um trompetista brasileiro.
É professor titular da Universidade Federal do Estado do Rio de Janeiro (UNIRIO), onde desenvolve intensa atividade acadêmica nas áreas de ensino, pesquisa e extensão, principalmente da música brasileira, atuando nas mais diversas vertentes, da música folclórica à música contemporânea.

## Trajetória

### Formação
Após conclusão dos cursos de mestrado em 1986, em Boston, e doutorado em 1991, em Washington, D.C., nos Estados Unidos, ambos sob orientação do professor Charles Schlueter, principal trompetista da Orquestra Sinfônica de Boston de 1981 a 2006, voltou para o Brasil, iniciando um trabalho pioneiro e inovador sobre interpretação e técnica do trompete. O resultado disto foi a difusão e influência da escola de trompete de Boston em quase todo o território nacional.

### Carreira
Foi membro das orquestras sinfônicas de Recife (PE), Estadual de São Paulo (SP), Paraíba, Filarmônica do Norte-Nordeste (PB) e Municipal de Campinas, apresentando-se também como solista nas principais orquestras do país. Em 1980 fundou o Quinteto Brassil, com o qual gravou três CDs. Entre suas demais atividades atuais constam participações em apresentações e gravações com nomes consagrados, destacando-se também como professor-recitalista nos principais festivais de música do país, entre eles Campos do Jordão-SP, Brasília-DF, Londrina-PR, Fortaleza-CE, Friburgo, Campos e Mendes -RJ, Vitória e D. Martins-ES.
É membro do Art Metal e Banda Anacleto de Medeiros, Coordenador do Grupo de Trompetes da UNIRIO e do Quinteto UNIRIO Metais, onde continua seu trabalho camerístico. Participa dos projetos “Escola Portátil de Música” e “Volta Redonda-Cidade da Música”. Paralelamente desenvolve um trabalho solo, tendo lançado em 2001, pela Academia Brasileira de Música, o primeiro CD para trompete solo e piano no Brasil. Atualmente forma um duo com José Wellington (piano), dedicado à pesquisa da música contemporânea brasileira.
De 1999 a 2001 fez parte do quadro de diretores da International Trumpet Guild – I.T.G., em 1990 participou da fundação da Associação dos Trompetistas do Brasil – A.T.B, tendo sido presidente desta entidade.